# 컬렌 더글러스

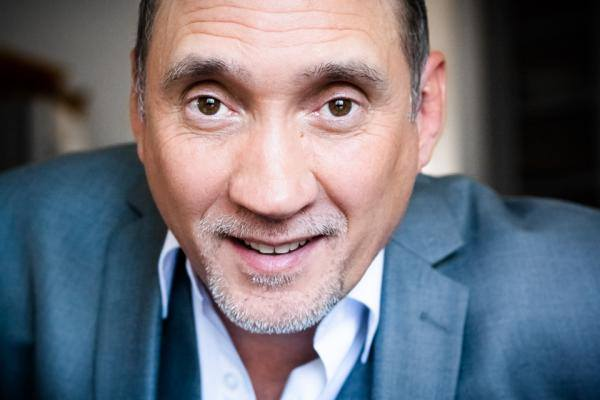

컬런 더글러스(Cullen Douglas, 1969년 7월 19일 ~ )는 미국의 배우, 각본가이다.
플로리다주에서 태어났다.

## 영화
- 건즈 포 하이어 (2015년)
- 더 포제션 오브 마이클 킹 (2014년)
- 레터스 투 갓 (2010년)
- 데드랜드 (2009년) - 너새니얼 역
- 에이스 벤츄라 3 (2009년)
- 셔틀 (2008년) - 앤디 역
- 고담 카페 (2005년)
- 러브 리자 (2002, Love Liza)
- 선샤인 스테이트 (2002년)
- 빅 트러블 (2002년)
- 더 부세 (2000년)
- 크루 (2000년)